# Редозубов, Яков Иванович
Иаков Редозубов (Яков Иванович Редозубов) — протоиерей, священномученик, местночтимый святой Украинской православной церкви.

## Биография
Родился в 1871 году в Чугуеве. Служил в Чугуеве. 28 декабря 1937 года арестован и приговорен к расстрелу. Расстрелян 19 января 1938 года в Харькове.

## Канонизация
22 июня 1993 года Определением Священного Синода Украинской Православной Церкви принято решение о местной канонизации подвижника в Харьковской епархии, в Соборе новомучеников и исповедников Слободского края (день памяти — 19 мая (1 июня)).
Чин прославления подвижника состоялся во время визита в Харьков 3-4 июля 1993 года Предстоятеля Украинской Православной Церкви Блаженнейшего Митрополита Киевского и всея Украины Владимира, в кафедральном Благовещенском соборе города.